# アンドロメダを救うペルセウス (ウテワール)
『アンドロメダを救うペルセウス』（アンドロメダをすくうペルセウス、仏: Persée secourant Andromède, 英: Perseus Freeing Andromeda）は、オランダ、マニエリスムの画家ヨアヒム・ウテワールが1611年に制作した絵画である。油彩。主題はギリシア神話の有名なヒロインの1人アンドロメダと英雄ペルセウスを主題としている。ウテワールは多数の登場人物を描いた壮大で複雑かつ想像力豊かな構図を好んだが、本作品のように物語の中心的人物に焦点を当てた作品もいくつか制作している。自然主義が主流となる中でマニエリスムを貫いたウテワールが描いた本作品は北方の後期マニエリスムの洗練された典型的作品であり、ウテワールの最も魅力的な絵画の1つとして知られる。現在はパリのルーヴル美術館に所蔵されている。またウィーンのアルベルティーナ美術館には本作品の準備素描が所蔵されている。

## 主題
オウィディウスの『変身物語』によると、エチオピア王ケペウスの妻カッシオペイアは自分の美しさを鼻にかけ、海の女神ネレイスたちよりも美しいと自慢した。海神ポセイドンはネレイスたちが受けた侮辱を晴らすため海の怪物を送り込んで国土を荒らした。そのため王女アンドロメダは神託によって海岸の岩に鎖で縛られ、神の怒りの償いとして怪物の生贄にされようとした。そこにゼウスとダナエの息子ペルセウスが現れて怪物と戦い、最後にメドゥーサの首を用いて退治し、アンドロメダを助け出したとされる。

## 作品
ウテワールが描いているのは海岸に鎖で縛られた王女アンドロメダである。アンドロメダの視線の先には彼女を救うべく海の怪物と戦うペルセウスの姿がある。画家は大胆にも王女を画面の最前景の左端に配置し、かつ王女の全身を画面の天地いっぱいに描いた。そして中景にペガサスに乗ったペルセウスと海の怪物を描き、遠景に停泊する船および悲嘆する王妃カッシオペイアやペルセウスの戦いに驚く人々を描いている。色彩は全体的に鮮やかであり、アンドロメダの肌の色は青みがかった鉛色と薔薇色との絶妙な混合からなり、光沢のような滑らかな輝きを肌に与えている。この絵画の大きな特徴の1つに、アンドロメダの足元には海岸に打ち上げられた無数の貝殻と波で洗われた人骨があり、王女が足の踏み場に困るほど砂浜に散乱している。人骨はこの場所が過去にも処刑のために用いられたことを示唆している。

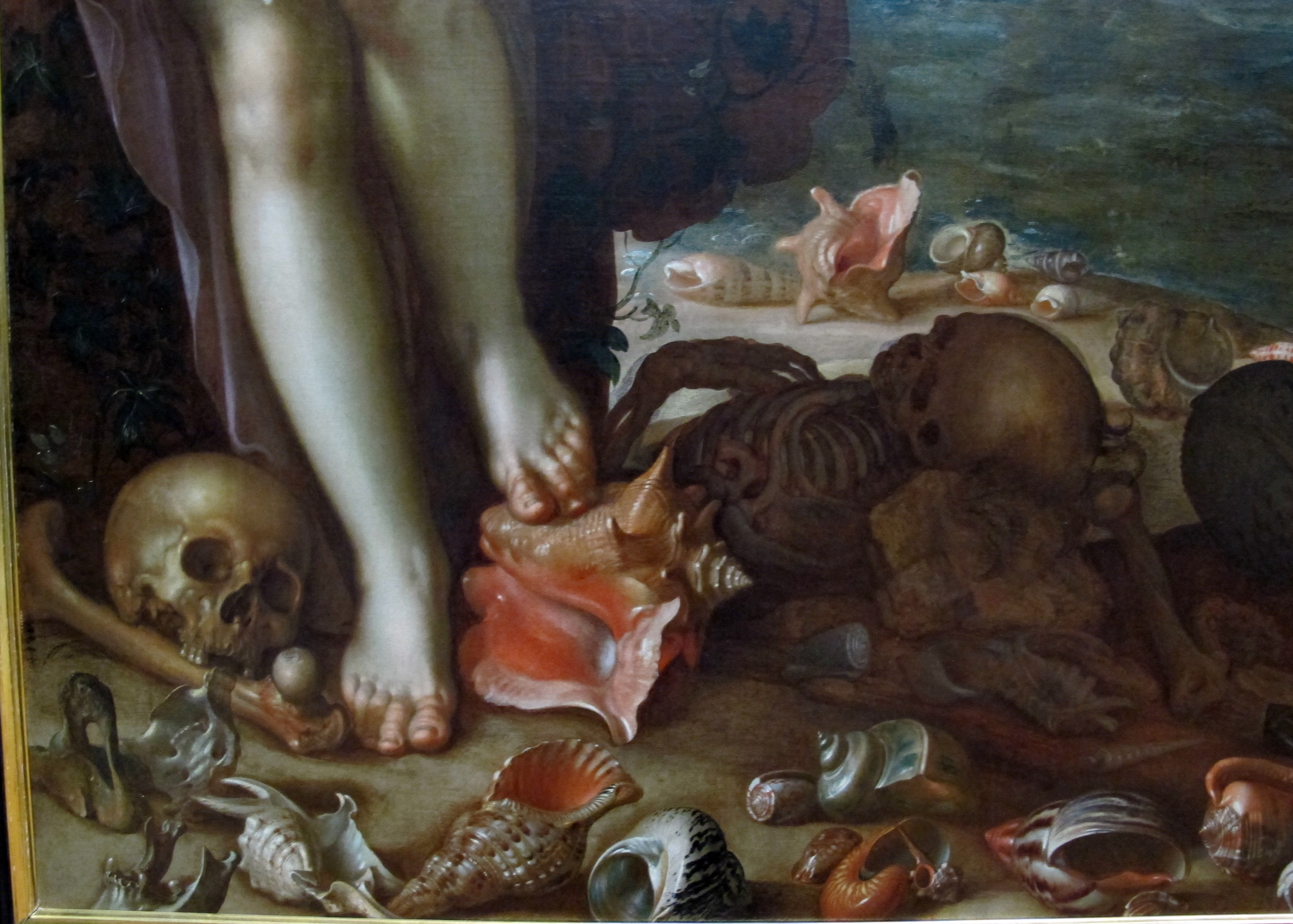
ディテール。アンドロメダの足元に散らばる貝殻と人骨。

『変身物語』で有翼のサンダルをはいて空を飛行したと歌われているペルセウスに対して、ウテワールはより実用的で高速な移動を可能とする有翼の馬ペガサスを与えている。これはオウィディウスのテキストの変更とも受け取られるが、実際は14世紀のジョヴァンニ・ボッカチオの『異邦人の神々の系譜について』（Genealogia Deorum Gentilium）に由来している。ウテワールは幻想的で恐ろしい姿の海の怪物とは対照的に、ペガサスを非常に小さく目立たない翼を持った栗毛の馬として描いている。ウテワール以前にペルセウスをペガサスに乗せた作例としては、イタリアのマニエリスムの画家ジュゼッペ・チェーザリが1592年に描いた『ペルセウスとアンドロメダ』（Perseo e Andromeda）がある。ただしチェーザリはペガサスに翼を与えていない。
海岸に打ち上げられた無数の貝類は実際に存在するもので、いずれも熱帯地方を原産としている。これらの貝殻は17世紀の大半に渡って海に君臨したオランダの船乗りたちが航海から持ち帰ったものであり、驚異の部屋を作り上げた当時の収集家たちの博物趣味を如実に物語っている。ウテワールはこれらの貝殻を精緻に描くだけでなく、貝殻が持つ特有の光沢を巧みに表現し、それによってアンドロメダの肌とともに真珠のような輝きを画面全体に与えている。こうした異国由来の博物趣味は同時代の画家バルタザール・ファン・デル・アストやヘンドリック・ホルツィウスの絵画にも登場している。

## 来歴
画家の死後に遺産の中から発見された『アンドロメダを救うペルセウス』はウテワールの孫娘アレッタ・パーテル（Aletta Pater）とその夫ヤーコブ・マーティン（Jacob Martens）のコレクションとして18世紀までユトレヒトにあり、その後、フランクフルトの画家ヨハン・マテウス・フォン・メーリアン（Johann Matthäus von Merian）のコレクションとなった。その後、ロンドンのマティーセン・ギャラリーを経由してルーアンのパレ・デ・コングレ（palais des congrès）に売却された絵画は、1982年にルーヴル友の会の寄贈により、ルーヴル美術館に収蔵された。現在はリシュリュー翼3階の展示室806にて展示されている。

## ギャラリー

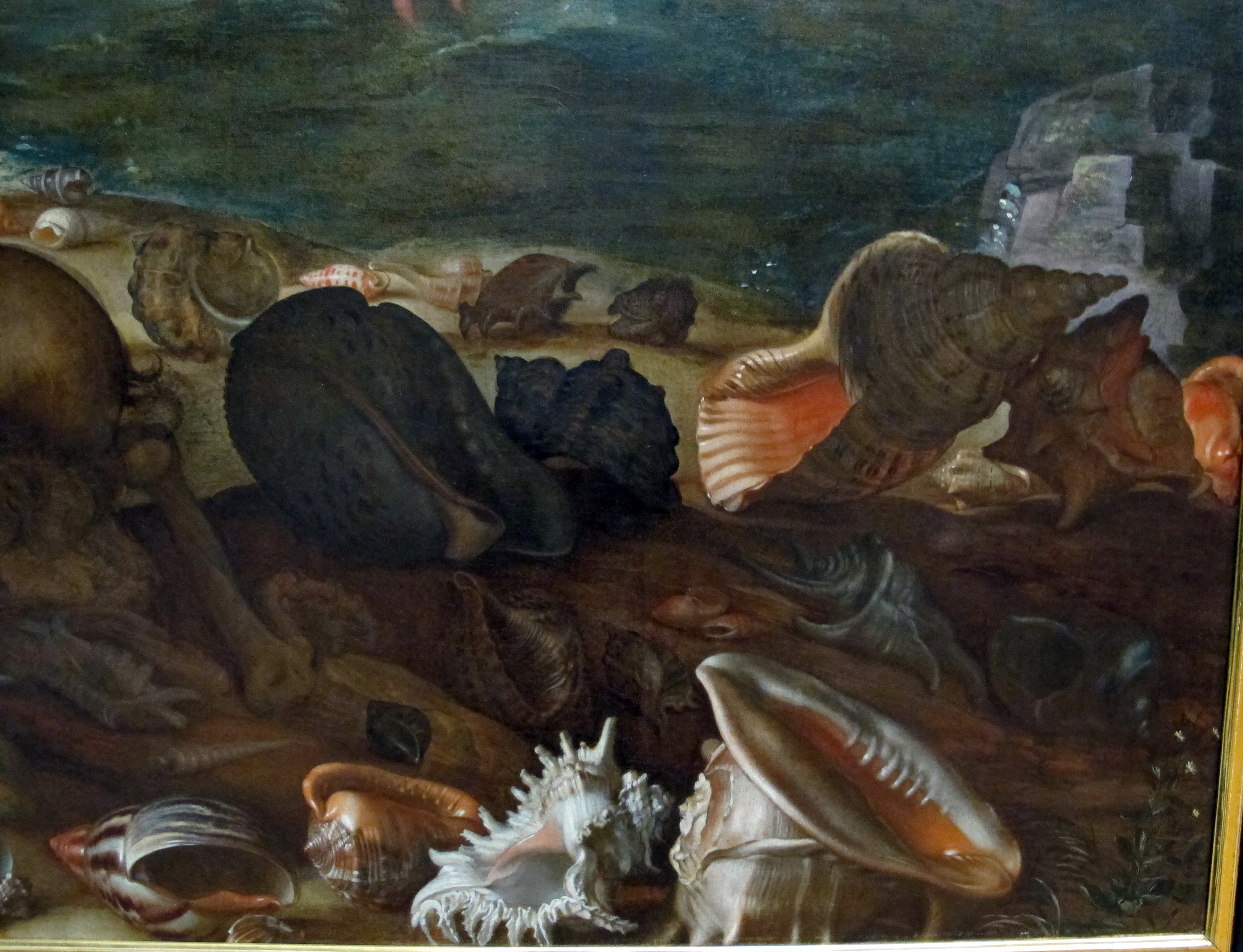
ディテール。海岸に散らばる無数の貝殻と人骨
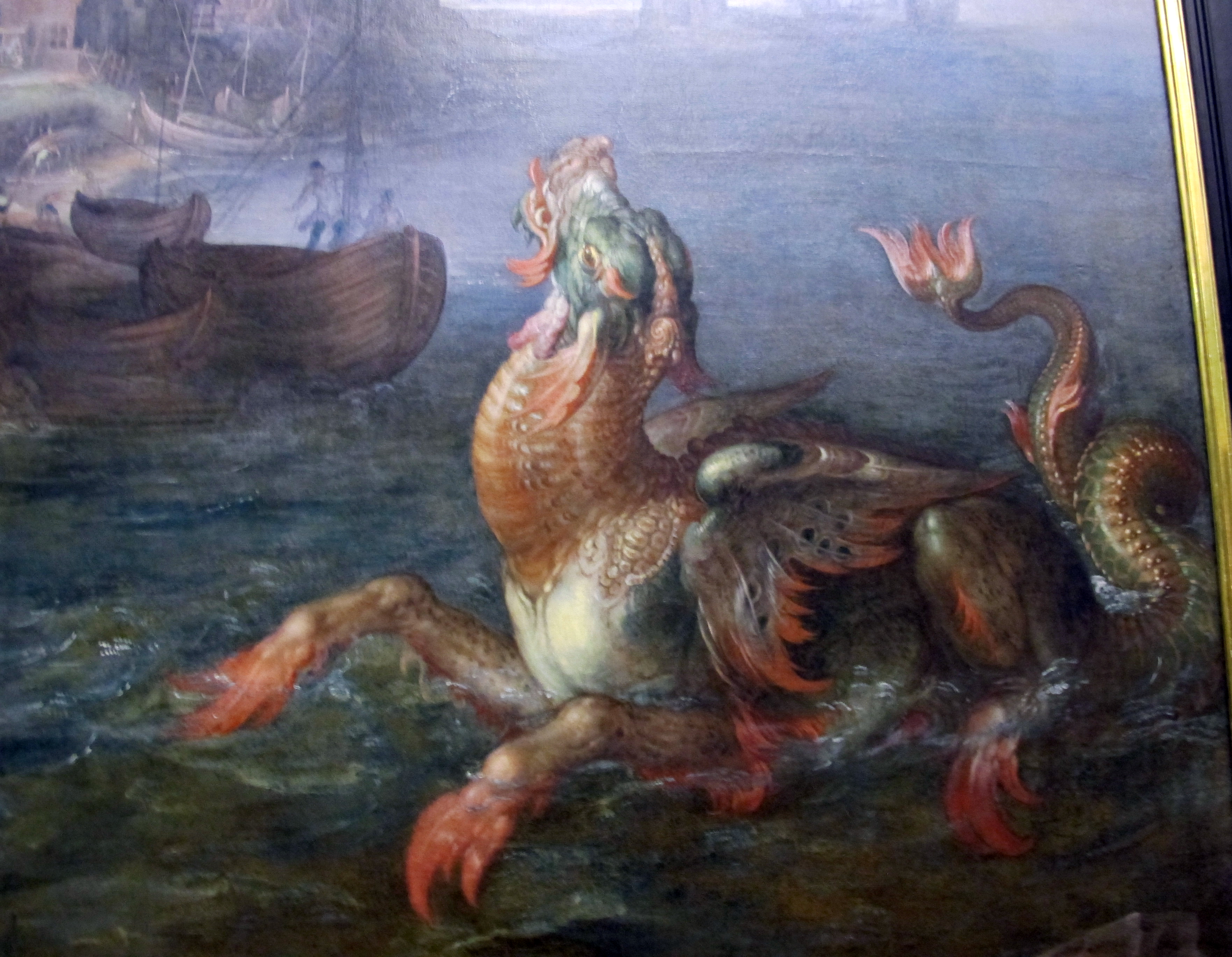
ディテール。海から現れた怪物
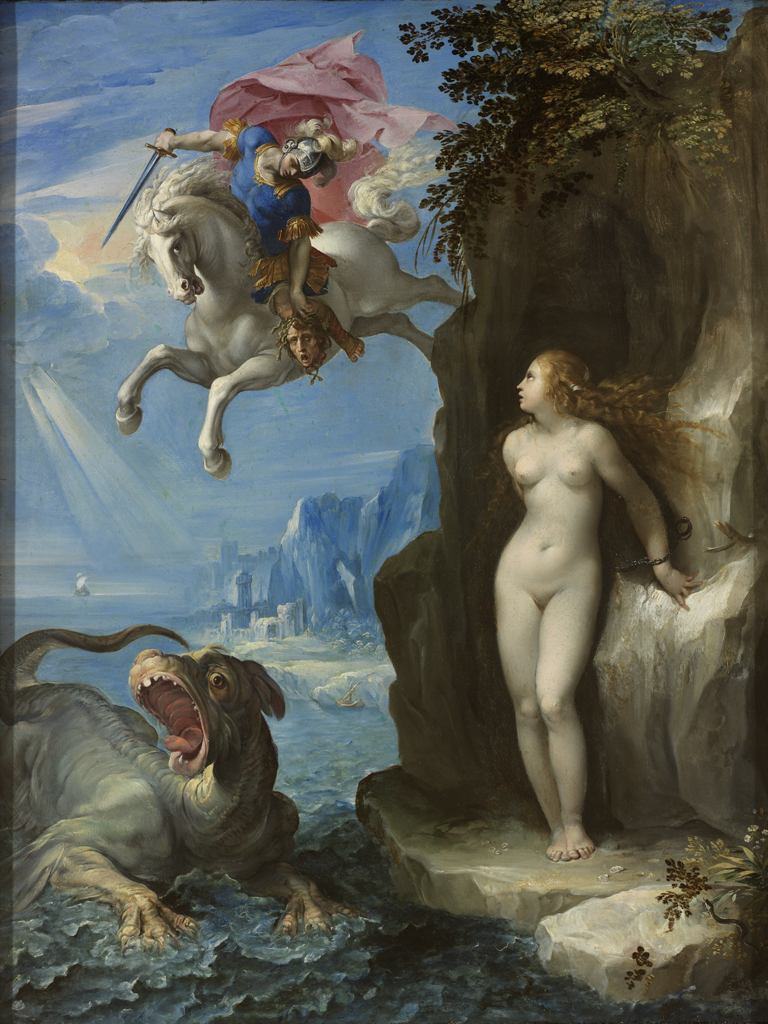
ジュゼッペ・チェーザリ『ペルセウスとアンドロメダ』1592年 美術史美術館所蔵